# Stopplaats Hoeven
Hoeven (Hvn) is een voormalige treinstopplaats aan de spoorlijn Roosendaal  – Breda bij Hoeven in het westen van Noord-Brabant. De stopplaats was in gebruik van 1875 tot 15 mei 1936.